# Biberau
Biberau ist ein Ortsteil der Gemeinde Schleusegrund im Landkreis Hildburghausen in Thüringen.

## Geschichte
Folgende vier Ortsteile sind im Ort Biberau vereint: Lichtenau (1595/96), Engenstein (1311), Biberschlag (1330–1340) und Tellerhammer (1593). (In Klammer=urkundliche Ersterwähnung)
In Biberschlag befand sich zu DDR-Zeit das FDGB-Kulturhaus „Robert Stamm“.

## Lage

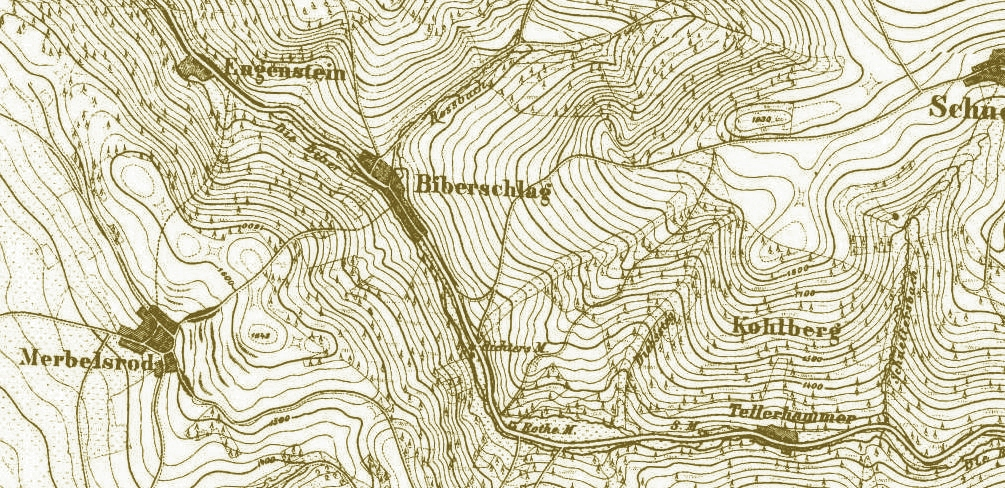
Übersichtskarte 2 zu den südöstlichen Ortsteilen von Schleusegrund

Biberau liegt an der Kreisstraße 523 im Bibergrund, der  mit Wiesen versehen oder bewaldet ist. Die ehemalige Bundesstraße 4 und die Bundesautobahn 73 erschließen das Umland verkehrsmäßig. Bis Anfang der 1970er Jahre bestand im Ortsteil Lichtenau Anschluss an die Schmalspurbahn Eisfeld–Schönbrunn.

## Sport
Im Roßbachtal bei Biberau befinden sich drei Skisprungschanzen, die vom SV Biberau e.V. betreut werden. Die Anlage nahm im Jahr 2022 bei einem Brand schweren Schaden.